# Sphindus rendilianus
Sphindus rendilianus is een keversoort uit de familie slijmzwamkevers (Sphindidae). De wetenschappelijke naam van de soort werd in 1922 gepubliceerd door Pierre Lesne.